# Luci Ward

Luci Ward est une scénariste américaine née le 30 novembre 1907 à Monroe (Louisiane) et morte le 30 novembre 1969 à Los Angeles (Californie).

## Biographie
Épouse de Jack Natteford.

## Filmographie
- 1936 : Murder by an Aristocrat de Frank McDonald
- 1936 : The Law in Her Hands de William Clemens
- 1937 : Les conquérants de l'Ouest (en) (The Cherokee Strip) de Noel M. Smith
- 1937 : Melody for Two de Louis King
- 1937 : Justice des montagnes (Mountain Justice) de Michael Curtiz
- 1937 : Land Beyond the Law (en) de B. Reeves Eason
- 1938 : La Ruse inutile (Red River Range) de George Sherman
- 1938 : Santa Fe Stampede de George Sherman
- 1938 : Guet-apens dans les airs (Overland Stage Raiders) de George Sherman
- 1938 : Man from Music Mountain de Joseph Kane
- 1938 : Panamint's Bad Man de Ray Taylor
- 1938 : Call the Mesquiteers (en) de John English
- 1939 : Le Diable de Mexico (Mexicali Rose) de George Sherman
- 1939 : The Arizona Kid de Joseph Kane
- 1939 : New Frontier de George Sherman
- 1940 : Beyond the Sacramento (en) de Lambert Hillyer
- 1942 : Vengeance of the West (en) de Lambert Hillyer
- 1942 : Bad Men of the Hills de William Berke
- 1942 : Lawless Plainsmen de William Berke
- 1942 : The Lone Star Vigilantes de Wallace Fox
- 1943 : Law of the Northwest de William Berke
- 1943 : The Fighting Buckaroo de William Berke
- 1944 : Cowboy from Lonesome River (en) de Benjamin H. Kline
- 1944 : Les pillards de la ville fantôme de Lewis D. Collins et Ray Taylor
- 1944 : Riding West de William Berke
- 1944 : Sundown Valley (en) de Benjamin H. Kline
- 1945 : Les Yeux qui tuent (The Frozen Ghost) de Harold Young
- 1945 : Sagebrush Heroes (en) de Benjamin H. Kline
- 1946 : La Ville des sans-loi (Badman's Territory) de Tim Whelan
- 1948 : Frontier Revenge de Ray Taylor
- 1948 : Far West 89 de Ray Enright
- 1948 : Bandits de grands chemins de George Sherman
- 1949 : Rustlers de Lesley Selander
- 1949 : Cheyenne Cowboy de Nate Watt
- 1949 : Six-Gun Music de Nate Watt
- 1956 : Blackjack Ketchum, Desperado de Earl Bellamy
- 1957 : The Night the World Exploded de Fred F. Sears
- 1967 : Les Détrousseurs de Alan Rafkin